# Eydhafushi
Eydhafushi ist eine Insel im Südosten des Süd-Maalhosmadulu-Atolls im Inselstaat Malediven in der Lakkadivensee (Indischer Ozean).

## Geographie
2014 hatte die Insel mit einer Fläche von etwa 30 Hektar 2554 Einwohner.

## Verwaltung
Eydhafushi ist die Hauptinsel des Süd-Maalhosmadulu-Atolls und zugleich der Verwaltungssitz des maledivischen Verwaltungsatolls Maalhosmadulu Dhekunuburi mit der Thaana-Kurzbezeichnung ބ (Baa). Zum Verwaltungsgebiet gehören neben dem Süd-Maalhosmadulu-Atoll, das nördlich direkt angrenzende Fasdhūtherē-Atoll sowie das weiter südlich liegende Goidhoo-Atoll.